# 布洛阿特峰
布洛阿特峰（英語：Broad Peak，羅馬化：brod pack，為英文名的音譯；藏語：ཕལྕན་ཀངྲི་，威利转写：phalcan kangri，為英文名的意譯）位于中国和巴控克什米尔边境的喀喇昆仑山脉，距离乔戈里峰约8公里，海拔8,051公尺，是世界第十二高峰。山名音譯自英國探險家馬丁·康威於1892年所稱的「Broad Peak」，即「寬闊的山峰」，指布洛阿特峰寬達1.5公里的峰頂。